# Laura van der Heijden
Laura van der Heijden (Amersfoort, 27 de junio de 1990) es una jugadora de balonmano holandesa que juega de lateral derecho en el Chambray Touraine Handball y en la selección femenina de balonmano de los Países Bajos.

## Palmarés

### Team Esbjerg
- Liga de Dinamarca de balonmano femenino (1): 2016

### SG BBM Bietigheim
- Liga de Alemania de balonmano femenino (1): 2019

### Borussia Dortmund
- Liga de Alemania de balonmano femenino (1): 2021

## Clubes
| Club                       | País         | Año         |
| -------------------------- | ------------ | ----------- |
| VOC Amsterdam              | Países Bajos | - 2010      |
| VfL Oldenburg              | Alemania     | 2010 - 2014 |
| Team Esbjerg               | Dinamarca    | 2014 - 2017 |
| Ferencvárosi TC            | Hungría      | 2017 - 2018 |
| SG BBM Bietigheim          | Alemania     | 2018 - 2020 |
| Siófok KC                  | Hungría      | 2020        |
| Borussia Dortmund          | Alemania     | 2020 - 2022 |
| Chambray Touraine Handball | Francia      | 2022 - Act. |